# 続文献通考
『続文献通考』（ぞくぶんけんつうこう）は、清の張廷玉等が編集を始め、後に嵆璜・劉墉等が引き継ぎ、紀昀等が校訂した政書（典章制度の解説書）。乾隆49年（1784年）に完成した。十通の1つ。全250巻、26考。体系は『文献通考』に倣っている。宋の寧宗の嘉定末年から明の崇禎末年までの典章制度に詳しい。
明代の学者王圻の『続文献通考』が底本になっている。清朝の康熙年間、朱奇齢が『続文献通考補』48巻を著し、王圻の『続文献通考』を補足している。本書はその改編である。